# Postagentur
Postagentur ist die Bezeichnung für eine Postannahmestelle, die nicht durch den eigentlichen Postdienstleister (wie z. B. Deutsche Post AG), sondern durch einen selbständigen Unternehmer (Postagent) geleitet wird.

## Geschichte

### Reichspost (1871 bis 1939)

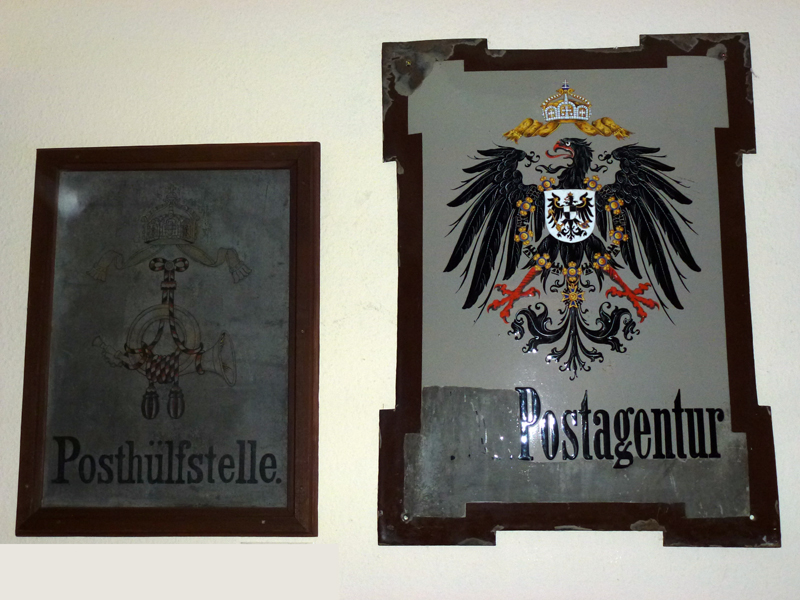
Posthausschild: Posthülfstelle und einer Postagentur, bei der Postagentur wurde die Inschrift Kais. entfernt.

Postagenturen wurden bei der Deutschen Reichspost 1871, in Württemberg 1876 und in Bayern 1898 eingerichtet. Seit Anfang 1923 wurden „Postagenturen mit Vollbetrieb“ und „Postagenturen mit einfachem Betrieb (m.e.B.)“ unterschieden. Die Postagenturen waren Postanstalten mit geringem Verkehr, die nicht von Berufsbeamten, sondern von Privatpersonen (Landwirten, Gewerbetreibenden, Lehrern, Gutssekretären usw.) im Nebenamt verwaltet wurden. Sie dienten in erster Linie den Verkehrsbedürfnissen der Bevölkerung auf dem flachen Lande, es gab nur wenige Postagenturen in den Städten. Die Postagenturen unterstanden als Zweigpostämter in Bezug Verwaltungs-, Personal-, Betriebs- und Kassenangelegenheiten einem Abrechnungspostamt. Im Bereich der Bayerischen Post gab es noch Postagenturen, die keinem Abrechnungspostamt, sondern der Oberpostdirektion unmittelbar unterstellt waren („unterstelle Postagenturen“), ferner mit Eisenbahndienststellen vereinigte Postagenturen, bei denen das Bahnpersonal den Postdienst mit versah. „Postagenturen mit einfachem Betrieb“ hatten keine bestimmten Dienststunden und keinen Zustellbezirk.
Die Postagenturen wurden 1920 in sieben Gruppen eingeteilt. In besonderen Fällen wurde statt der Gruppenvergütung ein Pauschbetrag gewährt. Die Verwalter von „Postagenturen mit einfachem Betrieb“ erhielten einen Pauschbetrag, der auf etwa ein Viertel der Anfangsvergütung der Gruppe VII bemessen war. Die Postagenten der Vergütungsgruppen I bis III erhielten neben ihrer Vergütung einen Zuschlag, wenn sie den Dienst selbst verrichteten und nachwiesen, dass ihre Einnahmen aus sonstiger Tätigkeit nicht mehr als 40 Prozent der Postagentenvergütung betrugen. Die Postagenten mussten bei der Einstellung die nötige persönliche Eignung nachweisen und sich in gesicherter wirtschaftlicher Lage befinden; sie wurden für ihren Dienst durch Fachbeamte mehrere Wochen an Ort und Stelle ausgebildet. Die Jahresvergütung (ohne irgendwelche Zulagen) der Postagenten betrug:
- 1871: 0450 Mark
- 1900: 0750 Mark (entspräche einer heutigen Kaufkraft von 6.320,69 Euro)
- 1908: 0900 Mark (6.575,05 Euro)
- 1920: 2 040–6900 Mark (1.284,72 bis 4.345,36 Euro)
- 1924: 0210–636 Goldmark (1. Januar) (1.055,62 bis 3.197,03 Euro)
- 1927: 0567–1662 Reichsmark (2.520,72 bis 7.388,77 Euro)

Die Zahl der Postagenturen betrug
- Reichspost- und Telegraphenverwaltung:
  - 1871: 00567
  - 1875: 02.266
  - 1885: 05.047
  - 1895: 07.878
  - 1900: 09.046
  - 1905: 09.671
  - 1914: 10.559
- Deutsche Reichspost:
  - 1920: 12.157
  - 1923: 10.494
  - 1926: 10.858
  - 1929: 11.157
  - 1939: 12.484

Am 1. April 1939 erhielten die Postagenturen die Bezeichnung „Poststelle“, die Postagenten die Amtsbezeichnung „Posthalter“.
Auch die Postanstalten in den deutschen Kolonien und Schutzgebieten wurden im Allgemeinen als Postagenturen bezeichnet.

### Deutsche Post AG (ab 1995)
Im Zuge der Postreform Mitte der 1990er Jahre erfolgte eine Schließungswelle von Postämtern. Zunächst noch eigenbetriebene Filialen wurden sukzessive in sogenannte Postfilialen im Einzelhandel umgewandelt. Der Inhaber seines Betriebes schließt einen Partnervertrag und erhält neben einer bestimmten Basisvergütung (von unter 1000 EUR bei einschaltrigen Postagenturen) zusätzlich verschiedene Provisionen, die sowohl den eigentlichen Umsatz als auch Gewinn/Verlust ausmachen.
In Postagenturen werden neben klassischen Postprodukten auch andere Artikel verkauft. Postagenturen gibt es in Lebensmittelläden, Zeitschriftenkiosken, Schreibwarenläden, Toto-Lotto-Annahmestellen, aber auch in Tankstellen. Anfang 2003 unterbreitete Quelle ihren Shop-Betreibern ein Angebot der Deutschen Post, auch die Post-Dienstleistungen in ihren Läden anzubieten. 2012 wurde ein Höchststand von 12.611 als Agentur betriebenen Zugangspunkten erreicht. In den darauffolgenden Jahren kam es jedoch zu einem Rückgang auf 11.696 Einrichtungen im Jahr 2022. Dies ist auch darauf zurückzuführen, dass ein gewinnbringender Betrieb der Posteinrichtung alleine oft nicht möglich ist, sondern diese vielmehr zu höheren Frequentierung des Kerngeschäfts führen soll. So lebten viele Kaufleute nach Ansicht des Postagenturverbandes Deutschland (PAGD) „am Rande des Existenzminimums“.
Um die Versorgungsanforderungen der Post-Universaldienstleistungsverordnung (PUDLV) auch dort zu erfüllen, wo ein wirtschaftlicher Eigenbetrieb der Filialen nicht möglich ist und sich kein Einzelhandelspartner fand, wurden entsprechende Filialen ab 2008 in Postservice-Filialen umgewandelt. Diese Einrichtungen sollen unter Verzicht auf Postbank-Leistungen ein postalisches „Basissortiment“ anbieten, das sich vor allem an Privatkunden richtet. Betrieben werden diese durch die Post-Tochtergesellschaft Deutsche Post Shop, wobei die Wochenöffnungszeiten auf bis zu zwölf Stunden reduziert werden. Die Angestellten befinden sich hierbei in einem Minijob-Verhältnis. Die Filialen befinden sich vor allem in Orten mit mehr als 2000 Einwohnern, in denen eine Versorgungspflicht nach PUDLV besteht, können aber z. B. ebenso in postalisch unterversorgten Stadtteilen von Großstädten vorkommen. Gegenwärtig (Stand 2022) bestehen 1.013 eigenbetriebene Filialen in Deutschland.
Seit etwa 2006/2007 hat die Deutsche Post unter der Bezeichnung Postpoint auch eine sehr vereinfachte Form von Verkaufsstellen eingeführt. Supermärkte oder andere Läden bekommen ein Basissortiment an Postwertzeichen (Briefmarken) und Paketmarken, die nur eingeschweißt erhältlich sind, ebenso sollen sie bereits freigemachte Briefe und Paketsendungen entgegennehmen; einzelne Briefmarken sind hier nicht erhältlich. Seit Ende 2013 werden die Verkaufspunkte mit Paketannahme als DHL-Paketshop bezeichnet.
Neben Finanzdienstleistungen der Postbank bieten die 550 (Stand 2023) Postbank-Finanzcenter auch als Postagentur das gesamte Leistungsspektrum einer Postfiliale an. Bei den Standorten handelt es sich vor allem um große ehemals eigenbetriebene Postfilialen (sogenannte Center-Filialen) und frühere Postämter, welche zum 1. Januar 2006 von der Deutschen Post übernommen wurden. Mit der Übernahme der Postbank durch die Deutsche Bank werden diese Filialen auch nicht mehr durch die Deutsche Post selbst betrieben. Nachdem bereits bis Ende 2023 eine Reduktion auf nunmehr 550 Finanzcenter erfolgt war, kündigte die Deutsche Bank aufgrund einer Neuverhandlung des Kooperationsvertrags mit der Deutschen Post an, die Anzahl bis Mitte 2026 auf 300 Filialen zu verringern. Hierbei sollen lediglich 200 Finanzcenter weiterhin Postdienstleistungen anbieten.

### Die Schweizerische Post AG

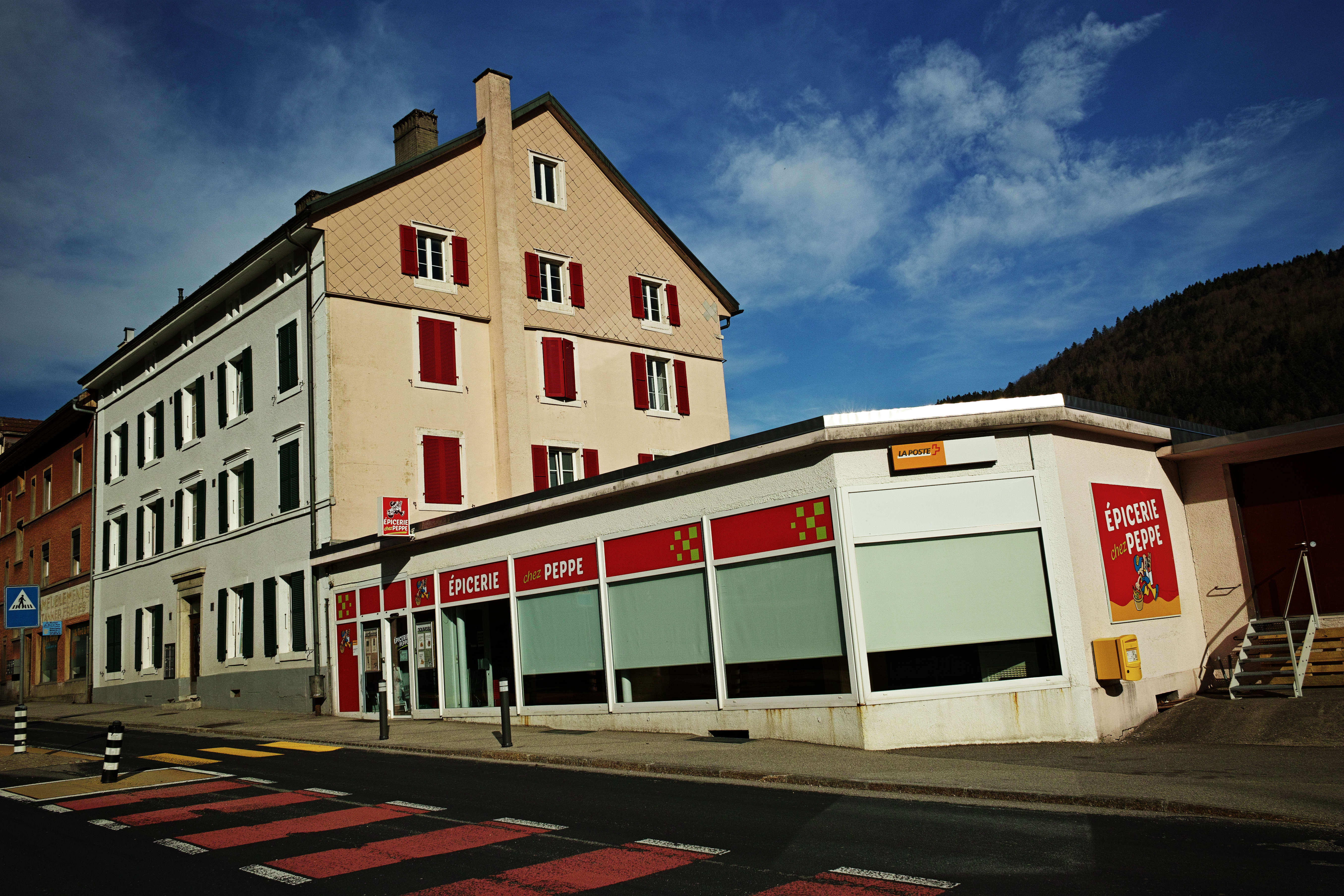
Lebensmittelladen mit Postagentur in Sonvilier, Berner Jura

Im Jahr 2004 bestanden etwa 80 sogenannte Postagenturen in der Schweiz, wichtigste Partnerin der Schweizerischen Post war damals die Usego, welche Postdienstleistungen in einigen ihrer Primo- und Vis-à-vis-Läden anbot. Die ersten Filialen mit Partnern, wie die Schweizerische Post ihre Postagenturen nun auch nennt, wurden 2005 in Oberbalm und Allenwinden eröffnet. Im Jahr 2015 gab es bereits 735 Postagenturen. Bis Ende 2020 wollte die Post weitere 500 klassische Poststellen schließen und durch Agenturen ersetzen. Diese wurden häufig in Volg- sowie Voi-Läden installiert. Auch Coop und Denner bieten in einzelnen Filialen die Agentur-Dienste der Post an. Im Juni 2017 hatte die Post 950 Postagenturen unter Vertrag und im Mai 2018 wurde die 1000. Agentur eröffnet. Im Mai 2019 sind 300 Migros-Filialen für den Empfang sowie Versand von Paketen dazugekommen. 2020 hatte die Schweizerische Post 1185 Agenturen. Im Jahr 2021 wurde die Basler Hauptpost geschlossen und durch andere Zugangspunkte ersetzt. Ende 2021 hatte die Post insgesamt 1251 Agenturen, die eigenbetriebenen Poststellen wurden hingegen auf 805 reduziert. 2022 kamen auf 1254 Postagenturen noch 773 klassische Poststellen. Anfang 2023 kamen im Fricktal auf fünf klassische Poststellen 20 Postagenturen. 2024 kamen auf 1230 Postagenturen 765 klassische Poststellen. Volg betreibt schweizweit, mit rund 400 (Stand: 2020), am meisten Postagenturen.
Einer der markantesten Unterschiede dieser Postagenturen im Vergleich mit den klassischen Postschaltern ist, dass Einzahlungsscheine, bezw. die heutigen QR-Rechnungen, nur noch bargeldlos (Postfinance Card, Maestro- und V-Pay-Karte) beglichen werden können. Bargeldbezug ist nur eingeschränkt möglich – wenn überhaupt – und die Annahmezeiten (wichtig u. a. bei fristgebundenen Einschreiben) sind früher als bei regulären Poststellen.

### Österreichische Post AG
Die Österreichische Post hat seit der Privatisierung 2006 ihre eigenbetriebenen Filialen durch Post-Partner ersetzt. Bis zuletzt im Jahr 2017 auf 443 eigenbetriene Filialen und 1359 Post-Partner.